# Pascagoules
Els pasacagoules (també Pascoboula, Pacha-Ogoula, Pascagola, Pascaboula, Paskaguna) eren un grup d'amerindis dels Estats Units que vivia a la costa de Mississipi al riu Pascagoula.
El nom pascagoula és un terme en mobilian jargon que vol dir "poble del pa". Els amerindis choctaws usaven el nom pascagoula després de dir les paraules per "nació del pa". Els biloxi els anomenaven pascoboula.

## Història
Pierre Le Moyne d'Iberville va trobar la tribu en 1699 i es va impressionar per la bellesa de les dones pascagoula.
Segons la llegenda, la tribu amant de la pau caminava sola en fila pel riu Singing (ara conegut com a riu Pascagoula) perquè la tribu local biloxi planificava atacar. El famços riu Singing River és conegut arreu del món per la seva música misteriosa. El cant sona com un eixam d'abelles en vol i sona millor al vespre a finals d'estiu i tardor. Tot just s'escolta el principi, la música sembla créixer més a la vora i més fort fins que soni com si ve directament de sota del peu.
La llegenda connecta el so amb la misteriosa desaparició dels pascagoules. Anola, una princesa de la tribu biloxi, estava enamorat d'Altama, cap de la tribu pascagoula. Ella estava compromesa amb un cap de la seva pròpia tribu, però va fugir amb Altama a la seva tribu. El cap biloxi rebutjat i enfurismat va desafiar en guerra Altama i els veïns pascagoula. Els pascagoula juraren protegir el jove cabdill i la seva promesa o perir amb ells. Quan llançaren l'atac els pascagoula eren inferiors en nombre i s'enfrontaven a l'esclavitud o la mort pels biloxi. Amb les seves dones i fills al capdavant, els pascagoula uniren les mans i van començar a cantar una cançó de mort mentre caminaven pel riu fins que l'última veu s'apaivagava en les aigües fosques.

## Llengua
John Sibley va informar que parlaven la seva pròpia llengua, que era diferent de les llengües veïnes, a més de mobilian jargon. La seva llengua no està documentada.